# Cyrix III
WinChip VIA C3
Le Cyrix III est un microprocesseur Socket 370 compatible x86. VIA Technologies a lancé ce processeur en février 2000. VIA avait acheté Centaur Technology (en) et Cyrix. Le Cyrix III devait être basé sur un coeur provenant de l'une des deux sociétés.

## Histoire
Le Cyrix III a été lancé fin février 2000. Il était initialement basé sur le coeur Joshua, et était disponible en deux niveaux de performance, 500 et 533 MHz, le PR500 coûtant 84 $ l'unité et le PR533 99 $. National Semiconductor serait le fabricant des puces,,.
Les versions 650 et 677 MHz du Cyrix III étaient disponibles à partir de janvier 2001. La version à 650 MHz coûtait 55 dollars par puce, tandis que la version à 677 MHz coûtait 60 dollars, les deux étant basées sur le coeur Samuel.
La version 700 MHz du Cyrix III a été disponible le 19 janvier 2001. Le prix était de 62 dollars par puce et ce en grandes quantités. Il s'agissait de la dernière puce III utilisant le coeur Samuel, le Samuel II étant attendu pour le mois de mars.
Un mois plus tard, en février 2001, les puces Cyrix III basées sur le coeur Samuel 2 ont été annoncées. Une première version à 750 MHz serait disponible, suivie de 800 et 850 MHz. Les puces auraient un FSB de 100 et 133 MHz, 128 Ko de cache L1 ainsi que des instructions MMX et 3DNow. Les puces seraient produites selon un procédé à 0,15 micron et auraient une taille de 52 mm². VIA prévoyait de sortir une version ultérieure de la puce, connue sous le nom de code Ezra/C5C, avec un procédé à 0,13 micron et des fréquences de 750 MHz jusqu'à éventuellement 1 GHz.

## Cœurs

### Joshua
Les CPU Cyrix III de la pré-version étaient basés sur un coeur Joshua de 22 millions de transistors conçu par Cyrix. Ce coeur de CPU était une conception typique de Cyrix : superscalaire avec une exécution spéculative et un taux IPC élevé mais des fréquences d'horloge plutôt basses. Pour souligner les performances supérieures de ses conceptions par rapport aux offres des concurrents, Cyrix a utilisé un système avec un "P-Rating" supérieur à la fréquence d'horloge. L'unité de virgule flottante du processeur était censée avoir été mise à jour par rapport à l'unité peu performante de la série 6x86/MII. Lorsque la puce a été présentée aux évaluateurs, les performances pondérées en virgule entière et en virgule flottante se sont révélées assez faibles par rapport à la concurrence. Le fait que les Cyrix 6x86 n'étaient compatibles qu'avec les 486, et pas à 100 % avec les Pentium, a intensifié l'attention négative à ce stade.

### Samuel
Le coeur Joshua ayant donné des résultats mitigés en termes de rendement thermique, de taille du coeur et de performances, VIA a presque immédiatement opté pour un coeur Samuel de 11 millions de transistors conçu par Centaur Technology (en),. Le noyau Samuel était de conception plus simple, étant une évolution des processeurs WinChip (le WinChip 4 qui n'a jamais été commercialisé). Samuel était conçu pour des vitesses d'horloge plus élevées, avec plus de cache L1 (mais pas de cache L2), et utilisait une technologie de fabrication plus petite. Bien que cette version du Cyrix III ait encore des performances médiocres par rapport à la concurrence d'Intel et d'AMD, elle était très économe en énergie et ne comportait que la moitié du nombre de transistors de la création du Cyrix,.

### Samuel 2
Le coeur Samuel 2 est une révision du coeur Samuel. L'équipe de Centaur Technology a ajouté un cache L2 on-die de 64 KiB et est passée à un procédé de fabrication à 150 nm. Ces changements ont permis d'améliorer les performances par cycle d'horloge, de réduire la consommation d'énergie et d'augmenter l'évolutivité de la vitesse d'horloge.

## Renommage
Le Cyrix III a ensuite été rebaptisé C3, car il n'était pas du tout basé sur la technologie Cyrix[réf. souhaitée].